# Charcotus clavatum
Charcotus clavatum är en djurart som tillhör fylumet skedmaskar, och som beskrevs av DattaGupta, A.K. 1981. Charcotus clavatum ingår i släktet Charcotus och familjen Bonelliidae. Inga underarter finns listade i Catalogue of Life.